# NeoLAZ-12
NeoLAZ-12 (другие названия ЛАЗ Lemberg, ЛАЗ-5208) — украинский 12,5-метровый «полутораэтажный» туристический автобус Львовского автобусного завода. Производство начато в 2004 году и было окончено в 2014 году.

## Описание
Сделанный по одному из самых современных иностранных дизайнов туристических автобусов. 
С 2010 по 2014 год данная модель называлась ЛАЗ Lemberg, а под маркой NeoLAZ-12 изготавливалась несколько иная модель.